# Magic Johnson
Pour les articles homonymes, voir Magic et Johnson.
Vous lisez un « bon article » labellisé en 2015.
Earvin Johnson Jr., dit Magic Johnson, né le 14 août 1959 à Lansing dans le Michigan, est un joueur américain de basket-ball.
Il devient champion universitaire avec les Spartans de l'université d'État du Michigan lors de l'édition de 1979, édition où il est désigné joueur le plus remarquable ou Most Outstanding Player. Il rejoint ensuite la National Basketball Association (NBA) et la franchise des Lakers de Los Angeles où il remporte cinq titres de champion, en 1980, 1982, 1985, 1987 et 1988.Il finira aussi sa carrière dans cette équipe. Lors de ces titres, il est élu trois fois meilleur joueur des finales NBA, NBA Finals Most Valuable Player. Il remporte également trois titres de meilleur joueur de la ligue, NBA Most Valuable Player en 1987, 1989 et 1990. Élu parmi les cinquante meilleurs joueurs du cinquantenaire de la NBA en 1995, il est introduit en 2002 au Hall of Fame, le temple de la renommée du basket-ball, et en 2010, figure une seconde fois au palmarès de celui-ci en qualité de membre de la Dream Team avec laquelle il remporte le titre olympique aux Jeux de Barcelone aux côtés de Michael Jordan et Larry Bird. L'opposition entre ce dernier et Magic Johnson, qui débute en finale universitaire et se poursuit en NBA, avec en particulier trois finales les opposant directement, est un facteur clé du renouveau de l'intérêt envers le basket-ball américain.
Après avoir mis un terme à sa carrière à la suite de son annonce d'avoir contracté le virus de l'immunodéficience humaine (VIH), il occupe durant une partie de la saison le poste d'entraîneur de sa franchise avant de revenir durant la saison 1995-1996, mettant un terme définitif à sa carrière à la fin de celle-ci. Il devient ensuite un ambassadeur pour la prévention contre le syndrome d'immunodéficience acquise (sida). C'est également un commentateur de la NBA pour la télévision. Il réussit sa carrière d'homme d'affaires, celle-ci lui permettant en 2012 de figurer parmi les principaux membres d'un groupe d'investisseurs qui rachète la franchise des Dodgers de Los Angeles en baseball.
Évoluant au poste de meneur malgré une taille inhabituelle à ce poste, où il est considéré comme le meilleur de l'histoire, il est également capable d'évoluer à l'occasion sur d'autres postes, la principale démonstration ayant lieu lors de la sixième rencontre des Finales NBA 1980 où sa prestation au poste de pivot est considérée comme l'une des meilleures de l'histoire et donne le titre à sa franchise.
Nommé président de la franchise des Lakers de Los Angeles le 21 février 2017, il démissionne de ses fonctions le 10 avril 2019.

## Biographie

### Enfance
Né dans le Michigan à Lansing, capitale de l'État se situant à une heure et demie de Chicago, il est le fils de Earvin Johnson Sr. et de Christine. Il compte un demi-frère et deux demi-sœurs, Michael, Lois et Mary, enfants issus d'un précédent mariage de Earvin Johnson Sr., et sept frères et sœurs, Quincy, Larry, Peal, Kim et des jumelles Evelyne et Yvonne, Earvin étant le quatrième de ceux-ci.
C'est au sein de cette famille qu'il apprend les vertus du travail : son père travaille dans une usine de General Motors et occupe en parallèle un deuxième emploi pour offrir à sa famille une vie dans une maison modeste de trois chambres. Sa mère, sur laquelle repose déjà la responsabilité de l'éducation de ses enfants, est employée comme gardienne d'école,. Très jeune, il doit participer aux charges de la famille. Dès l'âge de dix ans, il travaille pour gagner son propre argent,, notamment en nettoyant les bureaux de deux Afro-Américains de Lansing. Le succès de ces derniers conforte le jeune Earvin Johnson dans son besoin de réussite.
La pratique du basket-ball est également influencée par sa famille : Earvin Johnson Sr. a été basketteur en high school, et sa mère a également pratiqué ce sport, tout comme ses frères ainés. Earvin Johnson et son père regardent souvent le dimanche le match de la NBA, le père expliquant à son fils les principes du basket, comme le pick-and-roll ou les différentes options de défense. Cette éducation a lieu également sur les terrains, où tous deux jouent fréquemment l'un contre l'autre, le père n'hésitant pas à jouer dur vis-à-vis de son fils, ce qui forge encore plus le caractère de ce dernier et le convainc de ne pas attendre les sifflets des arbitres et d'aller au contact.
Il passe beaucoup de temps à pratiquer des exercices notamment ceux consistant à apprendre à dribbler des deux mains, ou à réussir des lay-ups, toujours avec les deux mains. Bien qu'il ait de très fortes chances d'intégrer l'équipe avec un mode de sélection habituel, cette dextérité est finalement un avantage lors des sélections pour intégrer l'équipe de seventh grade : l'entraîneur demande à l'ensemble des joueurs de dribbler et tirer avec la main faible. Avec l'équipe de Dwight Rich Junior High, il remporte deux titres de champion de Lansing. Toutefois, son père ne peut assister à ses rencontres, celles-ci se déroulant alors qu'il se trouve au travail. Finalement, après avoir vu une première demande refusée, Earvin Johnson Sr. se voit autoriser à quitter son travail pour voir son fils dont la notoriété commence à se répandre.
Earvin Johnson rejoint la Everett High School, bien que Sexton High School, école fréquentée par une majorité d'afro-américains, soit plus proche de son domicile. Ceci est lié à la politique d'intégration qui a lieu à cette époque. Il connaît des problèmes d'adaptation dans cette école de Blancs : bien qu'il soit intégré dans l'équipe de l'école, la majorité des joueurs n'accepte pas sa présence. Finalement, après avoir envisagé de quitter celle-ci, il demeure au sein de l'équipe, la faisant passer d'une équipe médiocre à une équipe victorieuse. C'est au sein de cette école que le surnom de « Magic » lui est octroyé : Fred Sabley Jr., journaliste du Lansing State Journal, propose à Earvin Johnson de le nommer ainsi après un match où il termine avec 36 points, 18 rebonds, et 16 passes décisives mais ce n'est finalement que lors d'une nouvelle bonne prestation de Johnson qu'il utilisera pour la première fois ce surnom. Earvin Johnson obtient sa première récompense individuelle avec un titre de Michigans's Prep Player of the Year décerné par United Press International. Lors de sa dernière année à Everett, qu'il termine avec des moyennes de 28,8 points et 16,8 rebonds, il conduit son équipe au titre de champion de l'État à la suite d'une victoire après prolongation face à Birmingham Brother Rice avec 34 points et 14 rebonds de Johnson.
Durant l'été, il fait partie d'une sélection des meilleurs joueurs de lycée qui se rend en Europe pour disputer le tournoi de Mannheim. Lors de celui-ci, la sélection américaine inflige de lourdes défaites face à des sélections juniors : les écarts sont respectivement de 53 points, 72, 56, 64 et 52 points, contre l'Espagne, la France, l'Italie, la Belgique et la Tchécoslovaquie. En demi-finale, ils s'imposent 146 à 47 avec un écart de 99 points contre l'Allemagne de l'Ouest. En finale, les Américains s'imposent avec une différence de 27 points.

### Carrière universitaire
Courtisé par de nombreuses écoles, son choix se fait entre deux universités du Michigan, l'université du Michigan et l'université d'État du Michigan. Ses amis et son père, qui a toujours supporté l'équipe, lui conseillent de rejoindre les Spartans de l'université d'État, le club de son cœur. Toutefois, ce sont les rencontres avec Jud Heathcote, entraîneur en chef des Spartans, et Vernon Payne, son assistant, qui lui permettent de prendre sa décision : l'assurance faite par Heathcote de le faire évoluer au poste de meneur comme il le désire est décisive dans son choix de jouer pour l'université d'État. Celle-ci reste sur une saison conclue avec un maigre bilan de dix victoires pour dix-sept défaites.
Lors de la première saison de Magic Johnson, son équipe n'est pas citée parmi les favoris au départ de la saison. Elle remporte cependant le championnat de sa conférence, la Big Ten Conference, ce qui lui permet de figurer parmi les quarante équipes disputant le tournoi final de la NCAA. Lors de celui-ci, les Spartans éliminent les Friars de Providence, puis les Hilltoppers de Western Kentucky, s'inclinant en finale régionale face aux Wildcats du Kentucky sur le score de 52 à 49, Magic Johnson étant limité à 6 points, 4 rebonds et 5 passes décisives en raison notamment d'une défense de zone en 1-3-1 mise en place par Kentucky pour l'empêcher de pénétrer, le centre de la raquette étant défendu par le pivot.
Il s'interroge alors sur la possibilité de rejoindre la National Basketball Association, NBA. C'est ainsi qu'il rencontre Joe Axelson, le manageur général de Kansas City, franchise qui possède le choix numéro deux pour la prochaine draft,. Mais la faible performance de Magic Johnson lors du tournoi final de la NCAA, et les difficultés financières de la franchise empêchent Axelson de proposer à Magic Johnson le contrat que ce dernier attend. De plus, en lui proposant 250 000 dollars par année, Axelson viole alors les règles de recrutement pour une franchise de NBA vis-à-vis d'un joueur universitaire. Finalement, Magic Johnson décide de poursuivre sa carrière universitaire.
Peu après, Magic Johnson dispute le World Invitational Tournament, tournoi opposant une équipe de joueurs universitaires aux équipes de Cuba, d'URSS et de Yougoslavie. Dans cette sélection figure aussi Larry Bird, mais durant ce tournoi leurs échanges sont très limités. Cette équipe présente la particularité de n'avoir inclus aucun des deux dans le cinq de départ.
Lors de la saison 1978-1979, les Spartans connaissent un bon début de saison mais, après une défaite contre Illinois, ils connaissent une période difficile, avec trois autres défaites sur les cinq rencontres suivantes, ce qui donne alors un bilan de quatre victoires et quatre défaites pour les rencontres les opposant aux autres équipes de la conférence. Les Spartans remportent de nouveau la phase régulière de celle-ci, avec treize victoires et cinq défaites, et terminent avec un bilan de vingt-deux victoires pour six défaites sur la saison. Lors du tournoi final de la NCAA, les Spartans s'imposent 95 à 64 face aux Cardinals de Lamar, 87 à 71 face aux Tigers de LSU, 80 à 68 face aux Fighting Irish de Notre Dame. Qualifiés pour le Final Four pour la première fois depuis 1957, les Spartans éliminent les Quakers de Penn en s'imposant 101 à 67 pour atteindre la finale nationale où ils sont opposés aux Sycamores d'Indiana State de Larry Bird, qui sont invaincus sur la saison. Les Spartans s'imposent finalement sur le score de 75 à 64 lors du match qui connait la plus forte audience de l'histoire du basket-ball américain.
Durant ce tournoi, il réalise deux triple-doubles : 13 points, 17 rebonds et 10 passes décisives lors de la victoire face à Lamar lors du premier tour, et 29 points, 10 rebonds et 10 passes décisives lors de la demi-finale contre Pennsylvanie. Lors de la finale, Johnson inscrit 24 points, capte 7 rebonds et délivre 5 passes décisives. Il est désigné meilleur joueur du tournoi NCAA, Most Outstanding Player.
La décision de Magic Johnson de rejoindre la NBA au terme de cette saison universitaire est liée à un tirage au sort qui détermine l'équipe qui aura le premier choix de la Draft 1979 de la NBA entre les Lakers de Los Angeles, qui possèdent le choix de premier tour du Jazz de La Nouvelle-Orléans à la suite du transfert de Gail Goodrich en 1976, et les Bulls de Chicago. Magic, qui déclara qu'il serait resté une année de plus à Michigan si Chicago avait obtenu le premier choix, parvient à se mettre d'accord avec les Lakers pour 500 000 dollars par saison et annonce qu'il se porte candidat pour la draft. Peu après, les Lakers annoncent leur intention de recruter Magic Johnson lors de la draft, ce qu'ils confirment lors de celle-ci.

### Lakers de Los Angeles

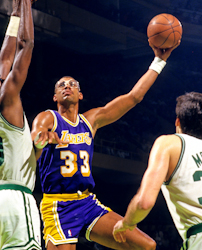
Kareem Abdul-Jabbar, son coéquipier aux Lakers.

#### Première saison et premier titre
Le premier match de Magic Johnson, contre les Clippers de San Diego, reste toujours dans la mémoire de Kareem Abdul-Jabbar, son coéquipier et vedette des Lakers : celui-ci, après une passe de Magic Johnson, réussit un skyhook (bras roulé) à la sonnerie finale appelé buzzer-beater en NBA et donne la victoire à son équipe. Magic Johnson lui saute alors dans les bras, comme s'ils avaient remporté le titre NBA. Abdul-Jabbar lui dit alors qu'il reste quatre-vingt-un matchs de saison régulière. En janvier, il est désigné pour figurer dans le cinq de départ de l'équipe de la conférence Ouest lors du NBA all-Star Game, devenant le premier rookie depuis Elvin Hayes en 1969 à obtenir un tel honneur. Un autre rookie célèbre participe à cette rencontre : Larry Bird, mais celui-ci ne fait pas partie du cinq majeur de la conférence Est. Tout comme ce dernier, il est élu dans le premier cinq des débutants, NBA First Rookie Team, en particulier grâce à des statistiques de 18 points, 7,7 rebonds, 7,3 passes décisives, 2,4 interceptions : dans ces deux dernières catégories, il est déjà présent dans le Top 10 de la ligue, septième pour les passes décisives et cinquième pour les interceptions.
Avec un bilan de soixante victoires pour vingt-deux défaites, soit une progression de treize victoires par rapport à la saison précédente, les Lakers se qualifient pour les playoffs. Directement qualifiés pour la demi-finale de Conférence, ils éliminent les Suns de Phoenix sur le score de quatre victoires à une. Lors de cette série, il devient le troisième joueur de l'histoire à réussir un triple-double sur une série de playoffs, après Oscar Robertson et Wilt Chamberlain,. Les Lakers éliminent ensuite les Supersonics de Seattle sur le même score. Lors des finales NBA, les Lakers sont opposés aux 76ers de Philadelphie de Julius Erving. Les Lakers mènent 3-2, mais ils perdent sur blessure leur meilleur joueur, Kareem Abdul-Jabbar, qui doit rester à Los Angeles. Pour ce sixième match, Magic occupe le poste de pivot à la place d'Abdul-Jabbar, et sort un match exceptionnel : 42 points, son meilleur total de la saison, 15 rebonds, 7 passes décisives, et 3 interceptions,. Il mène les Lakers à la victoire dans cet ultime match de la finale. Cette performance lui permet de devenir le premier rookie (et encore le seul à la date de 2025) à obtenir le titre de meilleur joueur des finales NBA, NBA Finals Most Valuable Player Award.
Il devient le troisième joueur à remporter de manière consécutive les championnats de la NCAA puis de la NBA, après Bill Russell, champion NCAA en 1955 et 1956 avec les Dons de San Francisco puis champion NBA en 1957 avec les Celtics de Boston, Henry Bibby, trois fois champion universitaire avec les Bruins d'UCLA de 1970 à 1972, et champion NBA avec les Knicks de New York en 1973. Un quatrième joueur parvient ensuite à égaler cette performance, Billy Thompson avec les Cardinals de Louisville en 1986 puis avec les Lakers en 1987.

#### Première blessure
Magic Johnson entame parfaitement la saison suivante, sa moyenne de points progressant de 18 à 21,4. Toutefois, le 11 novembre 1981, Tommy Burleson, le pivot des Hawks d'Atlanta, lui retombe sur le genou. La gravité de la blessure n'est pas décelée immédiatement, mais après une semaine et une nouvelle collision avec Tom LaGarde des Mavericks de Dallas, une déchirure du cartilage est diagnostiquée et Magic Johnson doit se faire opérer. Magic Johnson retrouve l'équipe durant le mois de février, mais il doit attendre le 27 de ce mois pour retrouver les parquets lors d'une victoire 107 à 103 face aux Nets du New Jersey. Le bilan des Lakers est de onze victoires pour six défaites avec le retour de Johnson, mais ils terminent la saison régulière sur deux défaites et un bilan de cinquante-quatre victoires et vingt-huit défaites. Malgré sa blessure, Magic Johnson dispute 37 rencontres, pour des statistiques de 21,6 points, 8,6 rebonds, 8,6 passes décisives, 3,4 interceptions, terminant en tête de la ligue dans cette statistique.
Les Lakers sont favoris lors de la confrontation les opposant aux Rockets de Houston. Ceux-ci, conduit par Moses Malone, remportent le premier match de la série à Los Angeles, avant que les Lakers n'égalisent. Un panier de Mike Dunleavy Sr. donne la victoire aux Rockets lors de la troisième et ultime manche de la série. Magic Johnson a l'occasion d'égaliser mais son tir ne parvient pas à toucher le panier. Cela lui vaut alors le surnom de Tragic Johnson. Quelques frictions existent au sein de l'équipe : Norm Nixon, meneur titulaire des Lakers avant l'arrivée de Johnson, déclare que son jeu, après son passage d'arrière-shooteur à meneur puis à nouveau arrière, est perturbé par le retour de Magic. Et d'autres joueurs regrettent l'attention uniquement focalisée sur le retour de Johnson.

#### Deuxième titre
Durant l'intersaison, la NBA est secouée par l'annonce du nouveau contrat de Magic Johnson : Jerry Buss, le propriétaire, annonce que Johnson est un joueur des Lakers pour vingt-cinq ans et vingt-cinq millions de dollars, contrat astronomique pour l'époque. Kareem Abdul-Jabbar demande plus tard à son propriétaire de retrouver ses esprits, lui disant qu'avec une telle annonce, plus aucun joueur ou entraîneur ne pourrait avoir de pouvoir sur son jeune coéquipier.

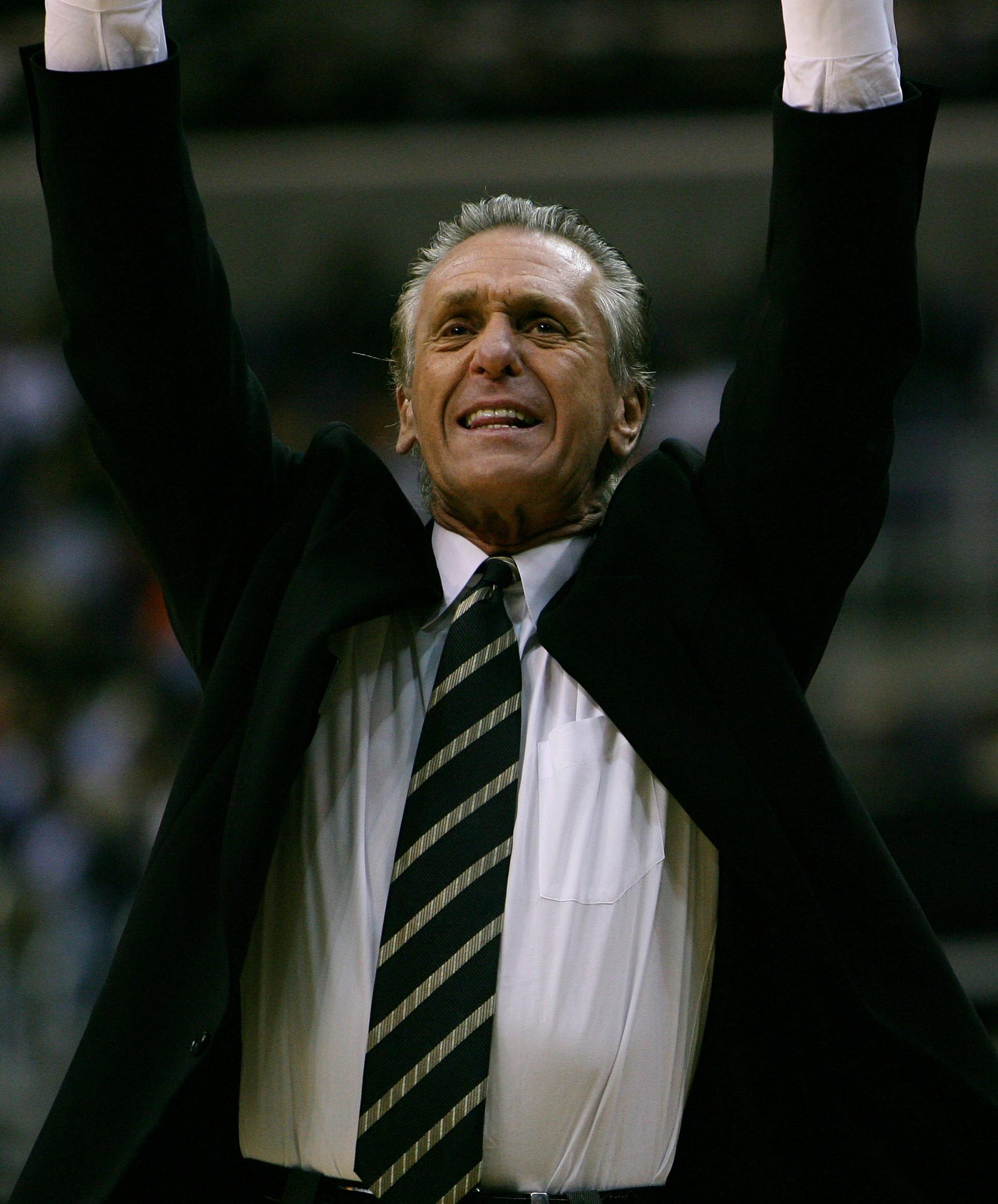
Pat Riley, entraîneur des Lakers.

La nouvelle saison est également compliquée : Paul Westhead est adepte d'une attaque sur demi-terrain axée autour de son pivot Kareem Abdul-Jabbar. Magic Johnson considère que cela ralentit le jeu des Lakers et le rend plus prévisible. Lors d'une victoire 113 à 110 face au Jazz de l'Utah, les deux hommes s'affrontent lors d'un temps mort, puis dans le bureau de Westhead à la fin de la rencontre. De retour dans le vestiaire, Magic Johnson annonce qu'il demande à faire l'objet d'un transfert. Lors du retour à Los Angeles, Johnson se voit traiter d'immature par Jerry Buss et Jerry West, mais ils lui annoncent également que Westhead est remplacé. Jerry Buss déclare plus tard que la décision était prise avant la déclaration de Magic Johnson. Ce dernier est toutefois jugé responsable de cette éviction et est hué dans les salles. Jerry West ayant refusé de reprendre un poste d'entraîneur qu'il a déjà occupé dans le passé, celui-ci est confié à Pat Riley, assistant de Westhead. Pour le premier match sous sa direction, Magic Johnson réussit un triple-double avec 20 points, 16 passes décisives et 10 rebonds. Il participe pour la deuxième fois au NBA All-Star Game, pour des statistiques de 16 points, 4 rebonds et 7 passes décisives. Les Lakers terminent avec un bilan de cinquante-sept victoires et vingt-cinq défaites et au premier rang de la conférence Ouest. Magic obtient sur la saison des moyennes de 18,6 points, 9,6 rebonds, 9,5 passes décisives, 2,7 interceptions, terminant pour la deuxième fois en tête de la ligue de cette dernière statistique. Avec 1 147 points, 751 rebonds et 743 passes décisives, il devient le troisième joueur après Oscar Robertson et Wilt Chamberlain à franchir la barre des 700 unités dans ces trois catégories statistiques au cours d'une seule saison. Toutefois, il ne fait pas partie du premier cinq NBA, All NBA first team, le poste de meneur étant attribué à Gus Williams, Magic Johnson étant désigné dans le deuxième cinq.
Exemptée de premier tour de playoffs en raison de sa première place à l'Ouest, la franchise des Lakers élimine sur un sweep les Suns de Phoenix, série où Magic Johnson réussit un triple-double de moyenne avec 20,0 points, 11,8 rebonds, 10,8 passes et trois matchs sur les quatre en triple-double. Il lui manque seulement une passe lors de la quatrième opposition pour réaliser de nouveau cette performance individuelle. Puis les Spurs de San Antonio en finale de conférence, toujours par un score de quatre à zéro. Les Lakers retrouvent une nouvelle fois les 76ers de Philadelphie lors des finales NBA. Les Lakers remportent cette série sur le score de quatre à deux, Magic Johnson réussissant un triple-double lors du sixième match avec 13 points, 13 rebonds et 13 passes décisives. Magic Johnson est désigné pour la deuxième fois de sa carrière MVP des finales. Ses statistiques sur les playoffs sont de 17,4 points, 11,3 rebonds, 9,3 passes décisives et 2,9 interceptions.

#### Revanche des Sixers
Pour la première fois dans l'histoire de la NBA (et la seule encore aujourd'hui) , l'équipe championne obtient le 1er choix de la Draft (ici la Draft 1982), grâce à un trade avec les Cleveland Cavaliers et la descente aux enfers de cette équipe lors des trois dernières saisons. Avec le renfort de leur nouveau rookie, James Worthy, les Lakers terminent une nouvelle fois en tête de la conférence Ouest lors de la saison 1982-1983. Magic Johnson obtient des moyennes de 16,4 points, 8,6 rebonds, 10,5 passes décisives, premier rang de la ligue, et 2,2 interceptions, huitième rang, termine pour la première fois de sa carrière dans le premier cinq de la ligue, aux côtés de Sidney Moncrief, Larry Bird, Julius Erwing et Moses Malone. Il termine également troisième des votes désignant le meilleur joueur de la saison, derrière Moses Malone et Larry Bird.
Lors des playoffs, les Lakers affrontent les Trail Blazers de Portland, l'emportant sur le score de quatre à un. Au tour suivant, ils éliminent les Spurs de San Antonio par quatre à deux. Pour la troisième fois de sa carrière, Magic Johnson conclut une série de playoffs sur un triple-double, 17,5 points, 10,5 rebonds et 14,0 passes décisives. La franchise de Los Angeles est ensuite affaiblie par les blessures de Worthy, Norm Nixon, et Bob McAdoo au moment d'affronter pour la troisième fois en quatre ans les 76ers de Philadelphie. Ceux-ci, toujours menés par Julius Erving, ont reçu un renfort important avec le pivot Moses Malone. Celui-ci a pronostiqué un « Fo, Fo, Fo », soit « Quatre, quatre, Quatre » comme le nombre de matchs disputés en playoffs pour obtenir le titre. Les Sixers remportent aisément ces finales sur le score de quatre à zéro, premier sweep dans des finales NBA depuis la victoire des Warriors de Golden State en 1975. Sur cette série, les statistiques de Magic Johnson sont de 19,0 points, 7,8 rebonds, 12,5 passes décisives et 1,8 interception.

#### Défaite face aux Celtics
Le début de saison 1983-1984 de Magic Johnson est perturbé par une blessure à l'index de sa main droite, blessure occasionnée lors d'un match contre les Mavericks de Dallas. Il fait son retour au cours du mois de janvier lors d'une rencontre contre les Cavaliers de Cleveland. Lors du NBA All-Star Game, dont il termine pour la première fois de sa carrière en tête des votes désignant les deux cinq de départ, il établit deux records NBA : il réussit 22 passes décisives, dont 13 dans une mi-temps. Il réussit également 15 points et 9 rebonds lors de cette rencontre remportée en prolongation par la sélection de l'Est sur le score de 154 à 145. Lors de la saison régulière, où il dispute finalement soixante-sept rencontres, il termine avec 16,5 points de moyenne, 6,9 rebonds, 12,3 passes décisives, ce qui en fait de nouveau le meilleur passeur de la ligue, et 2,1 interceptions. Il termine de nouveau troisième lors des votes désignant le MVP, titre décerné à Larry Bird devant Bernard King. Il est également présent dans le premier cinq où Bird et Johnson sont les seuls à conserver leur place, désormais accompagnés de Bernard King, Kareem Abdul-Jabbar et Isiah Thomas.
Les Lakers terminent de nouveau en tête des bilans de la conférence Ouest. Opposés aux Kings de Kansas City lors du premier tour, ils s'imposent sur le score de trois à zéro, puis quatre à un face aux Mavericks de Dallas pour affronter les Suns de Phoenix en finale de conférence. Ils remportent cette confrontation sur le score de quatre à deux, Magic Johnson établissant un nouveau record NBA pour un match de playoffs avec 24 passes décisives. Les Finales NBA mettent aux prises les Lakers aux Celtics de Boston. C'est la huitième fois de l'histoire que ces deux franchises se disputent le titre NBA, toutes ces confrontations ayant eu pour vainqueur les Celtics. Après avoir remporté la première manche, les Lakers sont proches de remporter la deuxième, toujours disputée à Boston, mais une mauvaise compréhension par Magic Johnson d'une consigne de Pat Riley, suivie par une interception de Gerald Henderson permet aux Celtics d'égaliser, ceux-ci s'imposant ensuite en prolongation. Les Lakers s'imposent ensuite 137 à 104 lors d'une rencontre où Magic Johnson réussit un nouveau record NBA pour le nombre de passes décisives réussies dans un match de finales NBA avec 21, ajoutant également 14 points et 11 rebonds pour réaliser un triple-double. Ils sont proches de la victoire lors de la quatrième rencontre, cinq points d'avance à une minute de la fin, mais une interception de Robert Parish sur une passe de Magic Johnson, puis deux lancer francs manqués par ce dernier permettent aux Celtics d'arracher une prolongation où ils s'imposent sur le score de 129 à 126. Johnson réussit lors de cette rencontre son deuxième triple-double de la série avec 20 points, 11 rebonds et 17 passes décisives. C'est le deuxième joueur après Wilt Chamberlain à réaliser deux triple-doubles de manière consécutive dans une série de finales. Après une nouvelle victoire des Celtics obtenue dans une chaleur étouffante au sein du Boston Garden, les Lakers s'imposent 119 à 108 lors de la sixième rencontre et obtiennent ainsi le droit de disputer le titre NBA dans une septième et ultime rencontre. Menés toute la rencontre, les Lakers sont proches de retourner la situation, mais, à une minute de la fin, Cedric Maxwell parvient à contrer une tentative de passe de Magic Johnson alors que le score est de 105 à 102 en faveur de Boston. Dennis Johnson récupère la balle et court vers le panier adverse, obtenant finalement deux lancers francs qui mettent un terme aux espoirs des Lakers. Ceux-ci ne marquent plus aucun point et s'inclinent 111 à 102.

#### Revanche face aux Celtics
Cette défaite marque profondément Magic Johnson. Pat Riley lui recommande de s'appuyer sur celle-ci pour devenir un grand guerrier. Il confie à son meneur de jeu que le but de la nouvelle saison « n'est pas de juste retourner en finales. C'est de battre les Celtics. »,. C'est ainsi qu'il commence le stage d'avant-saison par un message clair : « No lay-ups ». Il met également en place sa politique de Career Best Effort, système basé sur un ratio pour chaque joueur entre les performances statistiques et les minutes jouées, chaque joueur ayant pour objectif d'améliorer ce pourcentage de 1 % au cours de la saison.
Pour la quatrième saison consécutive, la franchise des Lakers termine en tête de sa division, avec vingt victoires de plus que le deuxième, les Trail Blazers de Portland, et en tête de la conférence Ouest avec soixante-deux victoires et vingt défaites. Après une nouvelle participation au All-Star Game où il inscrit 21 points, capte 5 rebonds et délivre 15 passes décisives, Magic Johnson termine la saison avec 18,3 points, 6,2 rebonds, 12,6 passes, deuxième de la ligue derrière Isiah Thomas, et 1,5 interception. Lors du vote désignant le meilleur joueur de la saison, il est devancé par Larry Bird. Il occupe la place de meneur du cinq de l'année, où la seule différence par rapport à celui de la saison précédente est la présence de Moses Malone en lieu et place de Kareem Abdul-Jabbar.
Avec le meilleur bilan de la saison régulière, les Celtics se qualifient pour les finales NBA et ont ainsi l'avantage du terrain sur les Lakers qui ne concèdent que deux défaites lors des trois premiers tours : victoires trois à zéro contre les Suns de Phoenix, quatre à un contre les Trail Blazers de Portland, Magic Johnson terminant cette série avec une moyenne de 17 passes décisives, ce qui constitue un record NBA, et quatre à un contre les Nuggets de Denver. Les Lakers s'inclinent lourdement lors du premier match de ces Finales NBA, 148 à 114, ce match étant désormais désigné sous le terme Memorial Day Massacre. Mais ils prennent un avantage important en s'imposant à Boston avant de jouer les trois matchs suivant à Los Angeles. Les Lakers confirment en s'imposant 136 à 111 lors du premier match de la série disputé au Forum d'Inglewood mais s'inclinent lors du quatrième match malgré un triple-double de Magic Johnson avec 20 points, 11 rebonds et 12 passes décisives. Après une nouvelle victoire à domicile, 120 à 111, les Lakers vont s'imposer sur le parquet des Celtics sur le score de 111 à 100, ceux-ci concédant pour la première fois de leur histoire un titre à domicile,. Le titre de MVP des finales est attribué à son coéquipier Kareem Abdul-Jabbar. Les statistiques de Magic Johnson sur cette série sont de 18,3 points, 6,8 rebonds, 14,0 passes décisives et 2,2 interceptions.

#### Rockets de Houston
Magic Johnson connaît lors de la saison 1985-1986 une nouvelle blessure, au genou droit à la suite d'un choc avec Larry Nance des Suns de Phoenix. Il retrouve le terrain peu avant le All-Star Game, événement où il participe après être devenu le premier joueur de l'histoire à recevoir plus d'un million de votes. Il retrouve le premier rang des passeurs lors de la saison 1985-1986, devançant avec 12,6 passes décisives Isiah Thomas qui totalise 10,8 passes, ces deux joueurs étant les deux seuls de la ligue à dépasser la barre des 10 passes par match. Ses autres statistiques sont de 18,8 points, 5,9 rebonds et 3,6 interceptions. Cela assure une nouvelle fois sa présence dans le premier cinq où il retrouve une nouvelle fois Larry Bird et comme la saison précédente Isiah Thomas, son coéquipier Kareem Abdul-Jabbar retrouvant une place au poste de pivot. La cinquième place est occupée par l'ailier des Hawks d'Atlanta Dominique Wilkins, ce dernier devançant Magic Johnson dans le classement des votes, Larry Bird terminant premier pour la troisième année consécutive. Les Lakers terminent une nouvelle fois avec le meilleur bilan de la conférence, avec soixante-deux victoires.
Lors des playoffs, les Lakers s'imposent trois à zéro face aux Spurs de San Antonio, puis quatre à deux face aux Mavericks de Dallas. Confrontés aux Rockets de Houston, qui jouent avec deux jeunes joueurs de grandes tailles Ralph Sampson et Hakeem Olajuwon, les Twin towers, en finale de conférence, Les Lakers remportent la première manche à domicile, puis s'inclinent lors des quatre matchs suivants, la cinquième manche sur un panier en aveugle de Ralph Sampson. Magic Johnson réussit trois triple-doubles durant ces playoffs, lors du troisième match contre les Spurs avec 14 points, 10 rebonds et 17 passes décisives, lors du quatrième match de la série contre Dallas, 29 points, 15 rebonds et 14 passes décisives, et lors du quatrième match de la finale de Conférence avec 20 points, 12 rebonds et 11 passes décisives. Ses statistiques sur les playoffs sont de 21,6 points, 7,1 rebonds, 15,1 passes décisives et 1,9 interception.

#### Nouveau titre face aux Celtics
Le vieillissement de l'équipe des Lakers, Kareem Abdul-Jabbar étant âgé de 39 avant le début de la saison, et l'impossibilité pour Jerry West, le manageur général, de renforcer l'équipe, oblige Pat Riley à modifier la stratégie offensive de son équipe. Magic Johnson est désormais la principale option offensive de l'équipe, le but étant de protéger Kareem Abdul-Jabbar pour le dernier quart-temps. C'est ainsi qu'il réalise sa meilleure performance à la marque le 23 décembre 1986 contre les Kings de Sacramento avec 46 points. Il passe deux autres fois la barre des quarante points, 42 contre les Nets du New Jersey et 40 contre les Pacers de l'Indiana. Sur les 80 rencontres qu'il dispute, il réussit 11 triple-doubles. Il termine avec une moyenne de 23,9 points par match, meilleur marqueur des Lakers et terminant pour la première fois de sa carrière dans le Top 10 des marqueurs de la ligue, ajoutant également 6,3 rebonds, 12,2 passes décisives qui le placent de nouveau au premier rang de la ligue, et 1,7 interception. Il remporte son premier titre de NBA Most Valuable Player, meilleur joueur de la saison, devant Michael Jordan et Larry Bird. Il obtient 733 points, dont 65 premières places sur les 78 possibles. Il devient ainsi le troisième meneur NBA à recevoir cet honneur, après Bob Cousy en 1957 et Oscar Robertson en 1964. Magic Johnson, Jordan et Bird sont présents dans le premier cinq de la ligue, les deux autres joueurs étant Kevin McHale et Hakeem Olajuwon.
Avec soixante-cinq victoires et dix-sept défaites, les Lakers terminent avec le meilleur bilan de la ligue. Lors du premier tour, ils éliminent les Nuggets de Denver sur le score de trois à zéro, puis les Warriors de Golden State sur le score de quatre à un, et réalisent de nouveau une série sans défaite en finale de Conférence face aux Mavericks de Dallas. Dans la conférence Est, les Celtics, après une victoire trois à zéro face aux Bulls de Chicago, doivent jouer sept rencontres dans les deux séries suivantes, face aux Bucks de Milwaukee puis aux Pistons de Détroit. Pour conserver son équipe concentrée en attendant la révélation de son adversaire pour les Finales, Pat Riley contraint son équipe à un mini-stage d'entraînement à Santa Barbara. Le premier match des finales voit les Lakers s'imposer sur le score de 126 à 113, Magic Johnson ajoutant 29 points, 13 passes décisives et 8 rebonds, sans aucune perte de balle, aux 33 points de James Worthy. Lors du match suivant, Magic Johnson réussit 22 points et 20 passes décisives, les Lakers s'imposant 141 à 122. Malgré 32 points, 11 rebonds et 9 passes décisives de son meneur, la franchise de Los Angeles s'incline 109 à 103 lors du premier match de la série disputée à Boston. Lors du match suivant, les Lakers, menés de 16 points dans le troisième quart-temps, parviennent à prendre la tête, mais un panier à trois points de Larry Bird redonne un avantage de deux points aux Celtics. Abdul-Jabbar réussit alors un lancer-franc, mais manque le second, le ballon revenant ensuite aux Lakers grâce à un effort de Mychal Thompson. Il reste sept secondes lorsque Michael Cooper transmet le ballon sur la remise en jeu à Magic Johnson. Celui-ci part du côté du terrain vers la tête de raquette où il déclenche un sky-hook, bras roulé, par-dessus un trio composé de McHale, Robert Parish et Larry Bird, donnant l'avantage aux Lakers à deux secondes du terme. Les Celtics s'inclinent 107 à 106, malgré un dernier tir de Bird. Les Celtics, désireux de ne pas laisser les Lakers remporter le titre à Boston, remportent le match suivant sur le score de 123 à 108. Bien que menant de six points à la mi-temps du sixième match, disputé à Los Angeles, ils doivent s’incliner devant les 32 points et 4 contres de Abdul-Jabbar, 22 points de James Worthy, et les 16 points, 8 rebonds et 19 passes décisives de Magic Johnson. Celui-ci, sur la série, est désigné pour la troisième fois de sa carrière NBA Finals Most Valuable Player, devenant le premier joueur à recevoir trois fois ce trophée. Il est également le cinquième joueur à obtenir les titres de meilleur joueur de la saison et de meilleur joueur des Finales lors de la même saison après Willis Reed en 1970, Kareem Abdul-Jabbar en 1971, Moses Malone en 1983 et Larry Bird en 1984 et 1986.

#### Back to Back
Pat Riley, qui considère qu'il dirige la meilleure équipe de l'histoire, garantit alors que les Lakers vont réaliser le Back to Back, c'est-à-dire remporter un deuxième titre consécutif, ce que nulle équipe n'a réussi à faire depuis le doublé des Celtics de Boston en 1968 et 1969.
Le but de Riley, conserver la motivation de ses joueurs et les mettre en face d'un nouveau défi, est partiellement rempli : les Lakers commencent la saison par une série de huit victoires, puis réalisent plus tard dans la saison une série de quinze victoires consécutives. Par contre, cela s'avère insuffisant pour motiver Magic Johnson dont les statistiques sont en baisse. De plus, ce dernier se blesse en mars contre les Bulls de Michael Jordan ce qui lui fait manquer dix rencontres. Les Lakers terminent en tête de la ligue avec soixante-deux victoires, Magic Johnson terminant la saison avec des statistiques de 19,6 points, 6,2 rebonds et 11,9 passes décisives, étant devancé dans cette statistique par John Stockton avec 13,8. Il figure de nouveau dans le premier cinq, où Charles Barkley, remplaçant McHale, est le seul joueur nouveau par rapport à la saison précédente. Il figure une nouvelle fois dans le trio de tête des votes désignant le titre de meilleur joueur, trophée remporté par Michael Jordan devant Larry Bird.
Après un premier tour facile face aux Spurs de San Antonio, remporté sur le score de trois à zéro, les Lakers doivent jouer une septième manche pour éliminer le Jazz de l'Utah, tout comme en finale de conférence face aux Mavericks de Dallas. Les Celtics, après quatre finales consécutives, sont éliminés en finale de conférence sur le score de quatre à deux par les Pistons de Détroit dont la vedette est Isiah Thomas. Cette franchise s'impose sur le parquet des Lakers lors de la première rencontre, 105 à 93, les Lakers s'inclinant pour la première fois depuis 1981 lors d'une première rencontre disputée à domicile lors d'une série de playoffs. Bien qu'affaibli par une grippe, Magic Johnson dispute la rencontre suivante, inscrivant 23 points. Les Lakers préservent leurs chances en s'imposant 108 à 96, égalisant ainsi avant de se rendre à Détroit pour disputer trois rencontres. Lors de la première de celles-ci, les Lakers récupèrent l'avantage du terrain en s'imposant 99 à 86 avec 18 points, 6 rebonds et 14 passes décisives de Magic Johnson, toujours diminué. L'entraîneur des Pistons, Chuck Daly, décide alors de forcer Magic Johnson à défendre lors de la quatrième rencontre, cette stratégie s'avérant payante : le meneur des Lakers est relégué sur le banc très tôt dans la deuxième mi-temps en raison des fautes, et les Pistons prennent un avantage substantiel durant son absence, pour finalement s'imposer sur le score de 111 à 86. La victoire 104 à 94 des Pistons lors de la cinquième rencontre contraint les Lakers à remporter les deux dernières rencontres, disputées au Forum d'Inglewood, pour remporter le titre NBA. Les Pistons sont proches de remporter leur premier titre NBA en menant 102 à 99 avec une minute à jouer. Toutefois, un panier de Byron Scott, suivi d'une bonne défense qui empêche Thomas de marquer, et enfin deux lancer-francs de Kareem Abdul-Jabbar permettent aux Lakers de prendre la tête à huit secondes de la fin,. Joe Dumars manque un nouveau tir, et Scott récupère la balle, permettant aux Lakers d'égaliser. Lors de cette rencontre, Magic Johnson établit un nouveau record NBA avec 14 passes décisives en une seule mi-temps. Lors de la dernière manche, les Lakers mènent 90 à 75 dans le dernier quart-temps avant que les Pistons ne parviennent à revenir, pour porter le score à 106 à 105 en faveur des Lakers à six secondes de la fin. A.C. Green inscrit ensuite un layup, puis Thomas ne peut prendre un dernier tir et les Lakers s'imposent sur le score final de 108 à 105. Le titre de MVP des finales est attribué à James Worthy qui réalise un triple-double lors de cette ultime manche. Les statistiques de Magic Johnson sur la série sont de 21,1 points, 5,7 rebonds, 13 passes décisives et 2 interceptions en un peu plus de 41 minutes.

#### Revanche des Pistons
Magic Johnson est absent du All-Star Game en raison d'une blessure, déchirure partielle des ischio-jambiers de la cuisse gauche, et est remplacé au sein de la sélection de l'Ouest par son coéquipier Kareem Abdul-Jabbar. Les Lakers terminent la saison régulière une nouvelle fois avec le meilleur bilan de la conférence Ouest, avec cinquante-sept victoires et vingt-cinq défaites. Magic Johnson, 22,5 points, 7,9 rebonds, 12,8 passes décisives et 17 triple-doubles, termine en tête du vote des journalistes désignant le MVP de la saison devant Michael Jordan, tous deux figurant dans le premier cinq de la ligue aux côtés de Charles Barkley, Karl Malone et Hakeem Olajuwon. Magic Johnson a également modifié son jeu pour tirer plus souvent à trois points, avec un 59 sur 188 sur l'ensemble de la saison pour un pourcentage de 31,9 %. Son pourcentage aux lancer-francs, 91,1 %, lui permet de terminer en tête de la ligue dans cette statistique.
Les Lakers entament ces playoffs par trois sweeps - face aux Trail Blazers de Portland, aux SuperSonics de Seattle et aux Suns de Phoenix, ce qu'aucune franchise NBA n'avait jusqu'alors réussi dans l'histoire de la NBA. Dans la conférence Est, les Pistons de Détroit remportent également leurs deux premiers tours sans encaisser la moindre défaite, avant de s'imposer quatre à deux face aux Bulls de Chicago. Les Lakers doivent faire face à l'absence de Byron Scott, blessé à une cuisse peu avant le début de la série des finales. Celle-ci débute par une victoire des Pistons à domicile, 109 à 97. Lors de la deuxième rencontre, toujours disputée à Detroit, les Lakers mènent 66 à 62 à la mi-temps, puis de plus de dix points lors du troisième quart-temps. Le fait principal de cette rencontre, qui s'avère également primordial sur le résultat de la série, se situe lors de ce troisième quart-temps : lors d'une tentative de défense sur une contre-attaque, Magic se blesse aux ischio-jambiers de la cuisse gauche, blessure qui l'a déjà handicapée plus tôt dans la saison, et doit sortir du terrain alors que le score est de 75 partout. Les Lakers perdent finalement cette rencontre sur le score de 108 à 105 avant de se rendre à Los Angeles. Magic essaye de disputer la troisième rencontre, mais il ne peut jouer que 5 minutes dans le premier quart-temps, avec une seule passe décisive à son crédit. Les Pistons, grâce à une ligne arrière Dumars-Thomas-Johnson efficace, gagne cette troisième manche sur le score de 114 à 110, puis la rencontre suivante sur le score de 105 à 97, remportant ainsi le titre NBA. Cette rencontre est la dernière disputée par Kareem Abdul-Jabbar.

#### Élimination par les Suns
Lors de la saison suivante, il remporte le seul titre de MVP décerné par la NBA qui ne figure pas encore à son palmarès : lors du All-Star Game, il devient le premier joueur à ne pas évoluer dans la sélection vainqueur à obtenir le titre de MVP de la rencontre depuis Julius Erving lors de l'édition de 1977, le seul autre joueur étant Bob Pettit en 1958. Ses statistiques sont de 22 points, 6 rebonds et 4 passes décisives en 25 minutes,. Avec 22,3 points, 6,6 rebonds, 11,5 passes décisives, et 11 triple-doubles, il remporte le troisième titre de meilleur joueur de la saison en devançant Barkley et Jordan. Patrick Ewing prend la place de Hakeem Olajuwon dans le premier cinq de la ligue où Magic Johnson est présent pour la huitième fois consécutive.
Les Lakers, premiers de la conférence Ouest avec un bilan de soixante-trois victoires, éliminent les Rockets de Houston lors du premier tour des playoffs sur le score de trois à un puis sont défaits en demi-finale de conférence par les Suns de Phoenix. Ceux-ci s'imposent lors de la première partie sur le parquet des Lakers, 104 à 102, ces derniers égalisant dans la série en remportant le deuxième match sur le score de 124 à 100. Lors de la rencontre suivante, les Suns remportent, sur le score de 117 à 103, leur première victoire en playoffs à domicile face aux Lakers depuis 1984 ; Magic Johnson inscrivant 22 points, avec également 16 passes décisives et 7 rebonds. Les Suns augmentent leur avantage en s'imposant de nouveau à Phoenix, 114 à 101, malgré 43 points de Magic Johnson qui établit son record de points en carrière pour un match de playoffs. Dès le match suivant, cinquième rencontre de la série, il égale son nouveau record de points mais cela s'avère une nouvelle fois insuffisant pour les Lakers qui s'inclinent 106 à 103. Les Suns remportent pour la première fois une série de playoffs face aux Lakers après six confrontations.

#### Dernières finales NBA
Lors de la saison régulière 1990-1991, il devient le quarantième joueur de l'histoire de la NBA à franchir la barre des 16 000 points lors d'une rencontre contre Minnesota où il inscrit 21 points. En fin de saison, lors d'une victoire 112 à 106 face aux Mavericks de Dallas, il devient le passeur le plus prolifique de l'histoire de la NBA en dépassant Oscar Robertson. Bien que devancé par Worthy en tant que meilleur marqueur des Lakers, il inscrit 19,4 points, délivre 12,5 passes décisives, et il réussit un double-double de moyenne pour les catégories des points et des passes décisives pour la neuvième saison consécutive. Ses autres statistiques sont de 7,0 rebonds, 1,3 interception. Il est devancé par Michael Jordan pour le titre de meilleur joueur de la saison et figure dans le premier cinq NBA composé pour la troisième année consécutive de Johnson, Jordan, Charles Barkley et Karl Malone, le poste de pivot étant cette saison occupé par David Robinson.
Après neuf saisons terminées en tête de la division Pacifique et de la conférence Ouest, les Lakers sont devancés par les Trail Blazers de Portland dans leur division. Ils retrouvent les Finales NBA après un premier tour franchi sur le score de trois à zéro face aux Rockets de Houston, puis une victoire quatre à un face aux Warriors de Golden State et enfin un titre de conférence obtenu quatre à deux face aux Trail Blazers de Portland. C'est la neuvième participation aux Finales sur les douze dernières années pour les Lakers. Leur adversaire pour le titre NBA est la franchise des Bulls de Chicago, qui n'a concédé que deux défaites en playoffs, obtenant le titre de la conférence Est après une victoire sur le score de quatre à zéro face au tenant du titre, la franchise des Pistons de Detroit. Les Bulls, qui possèdent l'avantage du terrain, perdent celui-ci dès le premier match en s'inclinant 93 à 91. Lors de celui-ci, Magic Johnson réalise le vingt-neuvième triple-double en playoffs de sa carrière avec 19 points, 11 passes décisives et 10 rebonds. Lors de la deuxième rencontre, Jordan est gêné par les fautes tôt dans la rencontre, obligeant l'entraîneur des Bulls Phil Jackson à ajuster sa stratégie en demandant à Scottie Pippen de défendre sur le meneur des Lakers. Cela s'avère payant sur cette rencontre, Johnson étant toujours essentiel pour son équipe avec 7 rebonds, 10 passes décisives et 14 points, mais avec seulement 4 tirs réussis sur 13 tentés. Les Bulls reprennent l'avantage du terrain en s'imposant de huit points après prolongation lors du match suivant, remportant la rencontre suivante sur le score de 97 à 82, grâce à une défense limitant les Lakers à un pourcentage de réussite de 36,6 %. Malgré un nouveau triple-double de Johnson, 16 points, 20 passes décisives et 11 rebonds, les Lakers s'inclinent pour la troisième fois de suite à domicile, donnant ainsi aux Bulls l'occasion de remporter leur premier titre NBA.

#### Séropositivité, All-Star Game et Dream Team
Les Lakers préparent la saison 1991-1992 en participant à Paris à l'Open McDonald's. Opposés au CSP Limoges, contre qui ils s'imposent 132 à 101, puis à la Joventut Badalona, sur laquelle ils remportent une victoire difficile sur le score de 116 à 114, les Lakers remportent finalement ce tournoi, Magic Johnson étant désigné MVP de celui-ci. Peu après, il se livre à un examen médical de routine qui révèle qu'il a contracté le virus de l'immunodéficience humaine. Alors que la saison régulière doit débuter dans une semaine, il demande un test de confirmation, puis un troisième, les Lakers annonçant que Magic Johnson souffre d'un virus pour expliquer son absence lors des premiers matchs. Cet état étant finalement confirmé, il annonce la nouvelle le 7 novembre : dans un premier temps à un groupe d'amis, Larry Bird, Isiah Thomas, Michael Jordan et Pat Riley, puis aux membres de l'équipe. Suit une conférence de presse où il annonce qu'il doit se retirer.
Bien qu'il ne soit plus un joueur de la NBA, les fans le choisissent pour figurer dans le cinq de départ de la sélection de l'Ouest lors du NBA All-Star Game 1992 disputé à Orlando. Cette sélection fait polémique, et certains, comme Karl Malone ou Mark Price, critiquent cette décision. Tim Hardaway, qui doit former la base arrière de la sélection de l'Ouest avec Clyde Drexler déclare laisser sa place à Magic dans le cinq majeur. Et David Stern donne à Magic l'autorisation de participer,. Cette rencontre n'est pas uniquement remarquable par la présence de Magic Johnson, elle voit également s'affronter douze joueurs élus dans les cinquante joueurs du cinquantenaire de la NBA en 1997. Magic Johnson, dont certains joueurs critiquent la présence, évolue à un niveau plus élevé et joue plus longtemps que beaucoup le prédisaient : ainsi Phil Jackson, entraîneur des Bulls de Chicago et de la sélection de l'Est, pense que Magic est capable de jouer seulement huit minutes. Finalement, il joue 29 minutes, pour des statistiques de 25 points, 5 rebonds, 9 passes décisives se révélant être un élément majeur de la nette victoire de sa conférence. Il termine la rencontre par deux actions défensives en un contre un, face à Isiah Thomas puis face à Michael Jordan, les empêchant de marquer. En attaque, pour la dernière action du match, et malgré la défense de Thomas, il réussit un panier à trois points. Celui-ci est le dernier tir du match, la sélection de l'Est ne pouvant plus revenir au score, tous les joueurs se regroupant alors autour de Magic Johnson pour le féliciter. Ce dernier, meilleur marqueur et passeur de la rencontre est naturellement désigné meilleur joueur de la rencontre.
Avant l'annonce de sa séropositivité, il est sélectionné en septembre 1991 parmi les dix joueurs retenus pour défendre les couleurs américaines au sein de la Dream Team lors des Jeux olympiques de Barcelone en 1992. Il s'avère également essentiel pour convaincre Michael Jordan et Larry Bird de faire partie de cette équipe. Sa présence est critiquée par certains : l'Australie, et en particulier le pivot Ray Borner, déclare ne pas vouloir rencontrer la sélection américaine si Magic fait partie de l'effectif. Des doutes, anonymes, proviennent également de l'effectif même de la Dream Team. Toutefois, ni le comité de sélection, ni les médecins, ne lui interdisent de jouer. Cette sélection, également composée de Michael Jordan et Scottie Pippen des Bulls de Chicago, Karl Malone et John Stockton du Jazz de l'Utah, Charles Barkley des Sixers de Philadelphie, Larry Bird des Celtics de Boston, Patrick Ewing des Knicks de New York, Chris Mullin des Warriors de Golden State et David Robinson des Spurs de San Antonio, puis plus tard de Clyde Drexler des Trail Blazers de Portland et de Christian Laettner, champion de NCAA avec les Blue Devils de Duke, remporte tout d'abord le tournoi des Amériques, avec six victoires en six rencontres, avant de se rendre en Europe pour disputer les Jeux. Durant cette compétition, il inscrit 9,7 points de moyenne et délivre 54 passes décisives au total, terminant meilleur passeur de l'équipe. Magic Johnson est l'attraction principale de la cérémonie d'ouverture. Comme attendu, la sélection américaine domine la compétition, remportant l'ensemble de ses rencontres avec un écart moyen de 43,8 points. La domination est telle que l'entraîneur Chuck Daly se permet même le luxe de ne prendre aucun temps-mort sur l'ensemble du tournoi olympique. Les statistiques de Magic Johnson sont de 8 points, 2,3 rebonds de moyenne, et 33 passes décisives et 8 interceptions sur la compétition.

#### Essai de retour et entraîneur
Magic Johnson a l'intention de rejouer en NBA pour la saison 1992-1993. Toutefois, il n'exclut pas la possibilité que cela ne soit pas au sein des Lakers, bien qu'il soit toujours sous contrat avec la franchise. Peu après l'annonce de son retour, les Lakers annoncent qu'ils viennent de signer une extension de son contrat pour une saison, en 1994-1995, pour un montant de 14,6 millions de dollars. Toutefois, cette annonce est controversée : Karl Malone soulève le problème du risque posé par la présence de Magic, inquiétude partagée par beaucoup de joueurs selon lui. Gerald Wilkins, joueur des Cavaliers de Cleveland, estime que tous les joueurs sont effrayés, mais qu'en raison de la notoriété de Magic, la plupart se taisent. C'est finalement après un match à Chapel Hill, que Magic Johnson décide de renoncer à son retour : lors de celui-ci, il se coupe. Et malgré son bandage, il se rend compte de la crainte que sa blessure procure.
En 1994, les Lakers présentent un bilan de vingt-sept victoires et trente-sept défaites lorsque le propriétaire, Jerry Buss, demande à Magic Johnson de prendre la direction de l'équipe à la place de Randy Pfund, poste qui devient effectif après un intérim de deux matchs effectué par Bill Bertka. Le nouvel entraîneur des Lakers est surpris de l'attitude des joueurs à sa prise de fonction : aucun n'est présent lorsqu'il se présente une heure trente avant l'heure du début de l'entraînement. Après des débuts réussis, cinq victoires et une défaite lors des six premières rencontres, son équipe termine la saison par dix défaites. Lors du dernier entraînement de la saison, il forme une équipe composée de ses deux joueurs les plus âgés Kurt Rambis et James Worthy, auxquels il associe les deux assistants Larry Drew et Michael Cooper, Magic occupant lui-même le dernier poste. Pour prouver la méconnaissance du jeu de ses joueurs, il les affronte avec son équipe de « vieux », les battant par deux fois dans des matchs en onze points. Au terme de cette saison, la première depuis dix-huit ans où les Lakers ne se qualifient pas pour les playoffs, il décide de ne pas prolonger cette expérience.

#### Retour au jeu
Magic Johnson continue à jouer au basket-ball. Il constitue une équipe désignée sous le terme Magic Johnson All-Star. Celle-ci effectue des tournées dans le monde, En 1995, il fait part de son intention de rejouer en NBA. Son retour est effectif le 30 janvier 1996 lors d'une rencontre face aux Warriors de Golden State. Désormais plus lourd, il évolue au poste d'ailier fort, d'autant que les Lakers possèdent un jeune meneur prometteur Nick Van Exel. Commençant la rencontre depuis le banc, il termine cette première partie avec des statistiques de 19 points, 10 passes décisives et 8 rebonds. Après quatre rencontres et trois victoires des Lakers, il compte deux double-doubles, avec encore 16 points, 12 passes décisives et 9 rebonds lors de la quatrième rencontre. Il réussit son 138e triple-double en saison régulière lors de sa sixième rencontre avec 15 points, 13 passes décisives, 10 rebonds en 39 minutes lors d'une victoire 87 à 86 face aux Hawks d'Atlanta. Son retour au sein des Lakers a quelques répercussions : positives lorsque les joueurs prennent exemple sur lui en donnant une passe décisive au lieu de prendre un tir, la moyenne de passes progressant de 24,8 à 26,8. Ou négatives, lorsque certains joueurs prennent ombrage de la présence de Magic : Cedric Ceballos, leader des Lakers voit ses statistiques régresser, sa série de 67 rencontres en double-double étant également interrompue durant cette période. Une absence injustifiée lui fait également perdre son rôle de cocapitaine. Magic Johnson doit également faire face à une blessure au mollet qui le prive de quatre rencontres. Finalement les Lakers terminent cette saison deuxième de leur division avec un bilan de cinquante-trois victoires. Magic Johnson dispute trente-deux rencontres, pour vingt-deux victoires, réalisant huit double-doubles et un triple-double. Sur la saison, ses statistiques sont de 14,6 points, 5,7 rebonds, 6,9 passes décisives en près de 30 minutes.
En playoffs, ils sont opposés aux Rockets de Houston. Pour la première fois de sa carrière, il commence un match de playoffs sur le banc. Lors de celui-ci, il inscrit 20 points et distribue 3 passes décisives dans une défaite 87 à 83 au Forum. Après cette rencontre, il critique la stratégie de son entraîneur, lui demandant de le faire jouer plus souvent sur son meilleur poste, meneur. Lors de la deuxième rencontre, il inscrit 26 points et délivre 5 passes décisives et capte 7 rebonds lors d'une victoire de 10 points. Toutefois, lors des deux matchs suivants, il ne parvient pas à atteindre la barre des dix points : 7 points, 13 passes décisives et 9 rebonds lors du troisième match perdu 104 à 98 à Houston puis 8 points, 5 rebonds et 5 passes décisives dans une défaite 102 à 94 qui élimine les Lakers.
Cette fin de saison est difficile pour les Lakers : Magic déclare vouloir être payé autant que Jordan s'il joue une nouvelle saison, Nick Van Exel critique les choix de son entraîneur lors des playoffs, notamment le remplacement de Sedale Threatt par Magic Johnson lors du troisième match alors que Threatt est en réussite. Del Harris résume cette situation par la phrase : « Nous avons beaucoup d'entraîneurs dans cette équipe, n'est-ce pas ? »,. Quelques jours plus tard, Magic annonce mettre un terme définitif à sa carrière de joueur,.

### Vie privée
Magic Johnson s'est marié en octobre 1991 avec Earlitha Cookie Kelly à l’Église baptiste missionnaire de l'Union à Lansing.
Le couple a un enfant prénommé Earvin III qui naît en juin 1992. Il n'est pas positif au VIH, crainte du couple depuis l'annonce de la séropositivité de Magic.
Magic a eu précédemment, en 1981, un fils prénommé André avec Melissa Mitchell, sa petite amie de l'époque.
Peu après la naissance de Earvin III, Magic Johnson propose à André de prendre le nom de Johnson.
Le couple adopte une fille en 1995, Elisa.

## Palmarès

### Palmarès universitaire
- Champion de l'état du Michigan avec Everett High School.
- Champion NCAA lors de l'édition de 1979 avec les Spartans de l'université d'État du Michigan.
- McDonalds All American Team[162] en 1977.
- MVP de première année de la Big Ten Conference, Big Ten Freshman of the Year[163] en 1978.
- Il figure également dans l'équipe type de la conférence[163] et dans le troisième cinq All-America désigné par l'Associated Press[164]. La saison suivante, il figure dans les équipes All-American de l'Amateur Athletic Foundation of Los Angeles[165], l'Associated Press[164], l'United States Basketball Writers Association[166] et par le National Association of Basketball Coaches[167]. Il est ainsi désigné dans la Consensus All-America First Team[168].

### Palmarès en sélection
Jeux olympiques d'été de 1992 à Barcelone :
- Médaille d'or en basket-ball masculin (avec la Dream Team)

### En franchise
- 5 × Champion NBA avec les Lakers de Los Angeles : 1980, 1982, 1985, 1987, 1988.
- 4 × Finales NBA contre les 76ers de Philadelphie en 1983, contre les Celtics de Boston en 1984, contre les Pistons de Détroit en 1989 et contre les Chicago Bulls en 1991.
- 9 × Champion Conférence Ouest en 1980, 1982, 1983, 1984, 1985, 1987, 1988, 1989 et 1991.

### Décorations
2025 :  Médaille présidentielle de la Liberté

### Distinctions personnelles
- 3 × NBA Finals Most Valuable Player : 1980, 1982 et 1987.
- 3 × NBA Most Valuable Player : 1987[87], 1989[108] et 1990[116].
- 2 × NBA All-Star Game Most Valuable Player : 1990 et 1992.
- 9 × All-NBA First Team : 1983, 1984, 1985, 1986, 1987, 1988, 1989, 1990 et 1991[55].
- 1 × All-NBA Second Team : 1982[55].
- 11 × NBA All-Star Game : 1980,1982 à 1988 et 1990 à 1992.
- 1 × NBA All-Rookie First Team : 1980.
- Il obtient six fois le titre de meilleur joueur du mois, en octobre 1980, novembre 1983, février 1985, décembre 1986, mars 1987 et février 1990[170] et dix-huit fois meilleur joueur de la semaine[171] à une époque où ces titres sont attribués pour l'ensemble de la ligue[Notes 14].
- Il est honoré en 2002 lorsqu'il est introduit au sein du Hall of Fame[172],[173]. Il est doublement honoré par cette institution, la Dream Team étant introduite en 2010[174].
- En 1996, la NBA le sélectionne parmi les meilleurs joueurs du cinquantenaire de la ligue[175].
- En 1999, il fait partie des cinquante plus grands athlètes du vingtième siècle selon ESPN[176].
- Le Naismith Memorial Basketball Hall of Fame honore une nouvelle fois Magic Johnson en lui octroyant en 2013 le Mannie Jackson - Basketball’s Human Spirit Award en compagnie de Pat Summitt et Boo Williams[177].
- Le magazine américain Slam le classe cinquième au classement des meilleurs joueurs de tous les temps en 2003, puis sixième en 2010[178].
- En 2012, une comparaison entre différents organismes reconnus le situe quatrième selon Bill Simmons, sixième pour Slam, troisième pour Bleacher Report et parmi les cinquante premiers pour la NBA[179].
- Son maillot, le no 32 a été retiré par les Lakers de Los Angeles.

## Homme d'influence

### Influence sur le basket-ball
Magic Johnson a noué des relations particulières avec quelques personnalités au cours de sa vie. L'une de ces relations a une influence importante sur le basket-ball aux États-Unis. La rivalité sportive existant entre Magic Johnson, chez les Spartans de Michigan State puis les Lakers de Los Angeles, et Larry Bird, avec les Sycamores d'Indiana State puis les Celtics de Boston a permis au basket-ball de redevenir un sport majeur aux États-Unis après un désintérêt lié au racisme, à l'usage des drogues,… C'est ainsi que le premier affrontement entre les deux joueurs, lors de la finale du Final Four du Championnat NCAA 1979 reste encore, après l'édition 2013 du championnat NCAA, l'événement de basket-ball qui a connu la meilleure audience aux États-Unis, puisque celle-ci s'est élevée à 24,1 sur l'échelle de Nielsen, soit environ un quart des Américains présent devant la télévision.
Cette opposition se transmet ensuite à la NBA à travers la légendaire rivalité entre les Celtics et les Lakers. Les deux joueurs évoluent dans les deux franchises qui vont dominer la période des années 1980, l'une ou l'autre des franchises étant présentes dans toutes les finales NBA de cette période à l'exception des finales NBA 1990. Trois de ces finales opposent directement les deux franchises, Magic Johnson, les Lakers remportant deux de celles-ci. L'opposition se prolonge également à travers les distinctions obtenues par les deux joueurs : chacun remporte trois titres de MVP de la saison régulière, Magic dominant pour le titre de MVP des finales avec trois titres contre deux pour Bird. Cette opposition se traduit par des contrats de télévision renégociés à la hausse par la NBA.
La notoriété du basket-ball aux États-Unis et dans le monde est accentuée par la Dream Team. La première apparition dans l'histoire des Jeux olympiques d'une équipe composée de professionnels de la NBA, avec la présence du joueur dominant de la ligue, Michael Jordan, et des deux joueurs majeurs de la décennie précédente, est un événement majeur des Jeux de Barcelone. Toutefois, Jack McCallum, journaliste à Sports Illustrated et qui à ce titre couvre les Jeux de Barcelone, estime que cette Dream Team n'en aurait jamais été une Dream Team sans la présence de Magic Johnson et Larry Bird, même si ce dernier est diminué par ses problèmes de dos. Magic Johnson joue un grand rôle dans la présence de Michael Jordan et Larry Bird à ces Jeux.
Malgré cette rivalité sportive, Magic Johnson et Larry Bird sont devenus de très grands amis, surtout depuis 1984 où les deux joueurs participent à un tournage publicitaire pour l'équipementier Converse. Larry Bird figure parmi les rares personnes de la NBA qu'il prévient personnellement avant l'annonce publique de sa séropositivité. De plus, Magic est présent lors de la cérémonie de retrait du numéro 33 de Bird par les Celtics. Sous sa veste de survêtement aux couleurs des Lakers, il porte un maillot blanc des Celtics de Boston. Larry Bird, bien qu'il ne puisse pas jouer et que les médecins des Celtics lui déconseillent de voyager en raison de ses problèmes de dos, est lui aussi présent lors de la cérémonie se déroulant au Forum d'Inglewood en février 1992, lors d'une rencontre opposant les Lakers aux Celtics. Lors de cette cérémonie, Bird offre à Magic Johnson un morceau du parquet du Boston Garden.

### Séropositivité
Magic Johnson apprend brutalement sa séropositivité en 1991. Lors d'une conférence de presse, il annonce également que sa femme Cookie et que l'enfant qu'elle porte ne sont pas positifs. Après avoir dans un premier temps annoncé qu'il ne connaissait pas les circonstances dans lesquelles il a contracté la maladie, il avoue plus tard qu'il l'a contractée avec une femme lors d'un rapport non protégé, mais qu'il est incapable de déterminer avec quelle femme et à quelle période car il a longtemps eu une vie de célibataire avec de nombreuses aventures. Des rumeurs concernant son homosexualité circulent plus tard pour expliquer cette séropositivité. Il aurait soupçonné son ami Isiah Thomas d'avoir tenu des propos pouvant appuyer celles-ci mais ce dernier réfute cette thèse.
Peu après l'annonce de sa séropositivité et de son retrait des parquets, il accepte la proposition de George H. W. Bush de rejoindre la commission nationale sur le SIDA, mais il fait part très rapidement de son mécontentement et, en septembre 1992, il quitte la commission, écrivant à Bush qu'il regrette que l'administration du président ne suive pas les recommandations de la commission.
En juillet 2010, il fait partie de la vingtaine de personnalités sélectionnées par le programme commun des Nations unies sur le VIH/sida (dite ONUSIDA) pour constituer une nouvelle commission sur la prévention du VIH. Cette commission comprend également deux anciens chefs d'État, Jacques Chirac et Michelle Bachelet.
Magic Johnson estime que sa bonne santé a des effets mitigés sur la prévention : d'un côté cela incite les gens à se faire tester ; mais d'un autre côté certains se méfient moins du VIH et du SIDA, estimant même que s'ils contractent le virus, ils pourront vivre avec.

### Homme d'affaires
Magic Johnson a toujours désiré réussir dans les affaires, pour ressembler aux hommes chez qui il travaillait dans sa jeunesse. Il s'implique très tôt dans les affaires, alors que sa carrière de joueur est toujours active. Il profite de chaque occasion pour essayer de rencontrer des hommes d'affaires. C'est ainsi qu'il rencontre au cours d'une réception d'après match Joe Smith, président de Elektra-Asylum Records et Peter Guber de Sony Pictures, ceux-ci lui permettant de rencontrer Michael Ovitz, cofondateur de Creative Artists Agency. Celui-ci, qui compte des personnalités comme Sylvester Stallone, Barbra Streisand, Michael Jackson ou Robert Redford parmi ses clients, lui sert de mentor dans le monde des affaires. Il lui conseille de s'intéresser en priorité à la presse des affaires, de profiter des déplacements de son équipe pour se documenter et lire sur ce domaine.
En 1990, il fonde une chaîne de magasins d'articles de sport Magic 32 avec pour ambition de la développer sur tout le pays. Les premiers magasins ferment un an après.
Plus tard, il fait la constatation que les Afro-Américains constituent le premier groupe ethnique pour les fréquentations des salles de cinéma, bien que leurs quartiers ne soient pas équipés de telles salles. C'est ainsi qu'il décide de construire des Magic Johnson Theatres, en collaboration avec Sony Pictures Entertainment dans le sud de Los Angeles.
Le succès de ces salles dans des zones abandonnées généralement par les investisseurs convainc Howard Shultz, le président de Starbucks, de conclure un accord inhabituel pour sa compagnie : Magic Johnson est le seul à obtenir le droit d'ouvrir des franchises jusqu'au terme de l'accord en 2010. D'abord limité à sept franchises, il arrive à cent cinquante plus tard. Il adapte toutefois le concept de ces franchises en s'adaptant aux zones dans lesquelles il s'implante : pour les salles, il s'assure que la vente de hot dogs est possible, les clients potentiels ne pouvant combiner restaurant et cinéma comme dans les zones urbaines habituelles. Pour Starbucks, il adapte la nourriture aux habitudes alimentaires des habitants de ces zones.
En 2010, il réalise à quelques jours d'intervalle deux ventes importantes. Il vend tout d'abord les parts des Lakers qu'il possède, à hauteur de 4,5 %, à Patrick Soon-Shiong, abonné depuis 25 ans de la franchise. Puis, il vend 105 franchises Starbucks. Ces ventes alimentent les rumeurs concernant son intention de racheter une franchise NBA, les Pistons de Détroit ou les Warriors de Golden State.
Fin mars 2012, il est le principal membre d'un groupe d'investisseurs, composé également de Guggenheim Partners et de Stan Kasten, dirigeant depuis de longues années dans le domaine du baseball, groupe qui rachète à Frank McCourt la franchise des Dodgers de Los Angeles de la Ligue majeure de baseball pour une somme de deux milliards de dollars, soit la plus forte somme déboursée pour l'achat d'une équipe sportive,.
Début 2014, la franchise de WNBA des Sparks de Los Angeles fait face à la défection de ses propriétaires conduisant à l'étude d'une reprise. La franchise est reprise par un groupe d'investisseurs comprenant Magic Johnson et le propriétaire de l'équipe de baseball des Dodgers Mark Walter,.
En octobre 2023, âgé de 64 ans, il devient officiellement milliardaire selon Forbes.

## Engagements politiques
Il est membre du Parti démocrate et apporte sans succès son soutien en 2006 à Phil Angelides pour l'élection au poste de gouverneur de Californie, puis en 2007 à Hillary Clinton à la primaire démocrate pour l'élection présidentielle de 2008, remportée par Barack Obama. Après avoir apporté son soutien à la réélection en 2010 de la sénatrice de Californie Barbara Boxer, puis à celle de Barack Obama pour sa réélection à la présidence des États-Unis, tous deux réélus, il soutient la candidature de Wendy Greuel à la mairie de Los Angeles, élection remportée par Eric Garcetti. Lors de l'élection présidentielle de 2016, il soutient Hillary Clinton.

## Statistiques
Magic Johnson est l'un des joueurs les plus complets de l'histoire : il occupe la troisième place au nombre de triple-doubles réalisés en carrière avec 138, derrière Russell Westbrook qui en totalise 198 (octobre 2023) et Oscar Robertson qui en totalise 181. Pour ceux réalisés en playoffs, Magic Johnson occupe la tête avec 30. Il est également deuxième du classement pour le nombre de triple-doubles réalisés lors des finales NBA avec huit derrière LeBron James (9). Ceux-ci sont réalisés lors du cinquième match de sa première participation aux finales NBA en 1980, lors du sixième et dernier match de la série victorieuse face aux Sixers de Philadelphie en 1982, lors des troisième et quatrième rencontres des finales 1984 face aux Celtics de Boston, lors des quatrième et sixième rencontres des finales 1985, toujours face aux Celtics, lors des première et cinquième rencontres des finales 1991 contre les Bulls de Chicago. Parmi ces huit matchs, deux, en 1982 et 1985, se déroulent lors d'une rencontre décidant du titre : seuls Larry Bird en 1986, James Worthy en 1988, Tim Duncan en 2003 et LeBron James en 2012 font de même.
Il est également l'un des rares joueurs à réaliser un triple-double sur une série de playoffs, performance qu'il réalise à quatre reprises, les seuls autres joueurs à réussir un tel triple-double étant Oscar Robertson, Wilt Chamberlain à deux reprises, Fat Lever et Jason Kidd, deux fois.
Sur le plan statistique, il dispute 906 rencontres de phase régulière, dont 763 dans le cinq majeur, pour un total de 33 245 minutes. Il totalise 17 707 points, 6 559 rebonds, 1 601 offensifs et 4 958 défensifs, 10 141 passes décisives et 1 724 interceptions. Il est également l'auteur de 374 contres et 3 506 pertes de balles. Pour les rencontres de playoffs, ses totaux sont de 190 rencontres pour 7 538 minutes. Il marque 3 701 points, capte 1 465 rebonds, 349 offensifs et 1 116 défensifs, délivre 2 346 passes, réussit 358 interceptions et concède 696 pertes de balles.
Il termine à quatre reprises au premier rang de la ligue pour la moyenne du nombre de passes décisives, en 1983, 1984, 1986, 1987 et deuxième en 1982, 1985, 1988, 1989, 1990 et 1991. Sa moyenne en carrière, 11,2, le place en tête des bilans de la NBA, devant John Stockton. Il devance ce même joueur pour la moyenne en playoffs, avec 12,35 contre 10,10. Il termine à trois reprises avec le plus grand total de passes décisives sur une saison, avec 829 en 1983, 907 en 1986 et 977 en 1987. Au terme de la saison 2012-2013, il figure avec 10 141 au cinquième rang pour le nombre de passes décisives en carrière, classement dominé par John Stockton avec 15 806. Toutefois, Magic Johnson devance ce dernier pour occuper le premier rang du nombre de passes décisives en playoffs avec 2 346. Il est également le joueur ayant le plus de passes décisives dans l'histoire des All-Star Game avec 127, le deuxième de ce classement étant Isiah Thomas. Il détient les deux meilleures performances sur un match, 22 lors de l'édition de 1984 et 19 lors de l'édition de 1988.
Il est également premier en moyenne du nombre d'interceptions en 1981 et 1982. En 1989, il termine avec le meilleur pourcentage de la ligue aux lancer-francs avec 91,1 %.
Son poste et son style de jeu le conduisent également à commettre de nombreuses pertes de balles sur une saison : il figure dans le Top 10 des turnovers lors de onze saisons, avec le plus gros total lors de la saison 1990-1991 avec 314 balles perdues.
Joueur d'une seule franchise, ses 906 rencontres de saison régulière le placent dans le top 10 des joueurs ayant porté le maillot des Lakers, sixième au terme de la saison 2012-2013. Il figure également dans le top 10 des minutes disputées avec 33 245. Sa moyenne de passes décisives par rencontres, 11,2, meilleure moyenne de la NBA, le place naturellement en tête de cette statistique pour les joueurs des Lakers. Il occupe le premier rang du nombre de passes décisives total avec 10 141. Sa fidélité aux Lakers lui permet également d'être présent dans le top 10 pour de nombreuses statistiques : cinquième aux points marqués avec 17 707 points, deuxième aux interceptions avec 1 724, quatrième aux rebonds avec 6 559, dont 4 958 et une troisième place aux rebonds défensifs et 1 601 et une quatrième place aux rebonds offensifs et deuxième aux pertes de balles avec 3 506, ces classements étant établis au terme de la saison 2012-2013.

### Universitaires
| Année     | Équipe         | Matchs | %tir | %l-f | rbds/m. | pass/m. | pts/m. |
| --------- | -------------- | ------ | ---- | ---- | ------- | ------- | ------ |
| 1977-1978 | Michigan State | 30     | 45,8 | 78,5 | 7,9     | 7,4     | 17,0   |
| 1978-1979 | Michigan State | 32     | 46,8 | 84,2 | 7,3     | 8,4     | 17,1   |
| Carrière  | Carrière       | 62     | 46,3 | 81,6 | 7,6     | 7,9     | 17,1   |

### Professionnelles

#### Saison régulière
Légende :
| Leader de la ligue | Champion NBA | Titre MVP |

gras = ses meilleures performances
| Saison        | Équipe        | Matchs | Titul. | Min./m | % Tir | % 3pts | % LF | Rbds/m. | Pass/m. | Int/m. | Ctr/m. | Pts/m. |
| ------------- | ------------- | ------ | ------ | ------ | ----- | ------ | ---- | ------- | ------- | ------ | ------ | ------ |
| 1979-1980     | L.A. Lakers   | 77     | 72     | 36,3   | 53,0  | 22,6   | 81,0 | 7,7     | 7,3     | 2,4    | 0,5    | 18,0   |
| 1980-1981     | L.A. Lakers   | 37     | 35     | 37,1   | 53,2  | 17,6   | 76,0 | 8,6     | 8,6     | 3,4    | 0,7    | 21,6   |
| 1981-1982     | L.A. Lakers   | 78     | 77     | 38,3   | 53,7  | 20,7   | 76,0 | 9,6     | 9,5     | 2,7    | 0,4    | 18,6   |
| 1982-1983     | L.A. Lakers   | 79     | 79     | 36,8   | 54,8  | 0,0    | 80,0 | 8,6     | 10,5    | 2,2    | 0,6    | 16,8   |
| 1983-1984     | L.A. Lakers   | 67     | 66     | 38,3   | 56,5  | 20,7   | 81,0 | 7,3     | 13,1    | 2,2    | 0,7    | 17,6   |
| 1984-1985     | L.A. Lakers   | 77     | 77     | 36,1   | 56,1  | 18,9   | 84,3 | 6,2     | 12,6    | 1,5    | 0,3    | 18,3   |
| 1985-1986     | L.A. Lakers   | 72     | 70     | 35,8   | 52,6  | 23,3   | 87,1 | 5,9     | 12,6    | 1,6    | 0,2    | 18,8   |
| 1986-1987     | L.A. Lakers   | 80     | 80     | 36,3   | 52,2  | 20,5   | 84,8 | 6,3     | 12,2    | 1,7    | 0,4    | 23,9   |
| 1987-1988     | L.A. Lakers   | 72     | 70     | 36,6   | 49,2  | 19,6   | 85,3 | 6,2     | 11,9    | 1,6    | 0,2    | 19,6   |
| 1988-1989     | L.A. Lakers   | 77     | 77     | 37,5   | 50,9  | 31,4   | 91,1 | 7,9     | 12,8    | 1,8    | 0,3    | 22,5   |
| 1989-1990     | L.A. Lakers   | 79     | 79     | 37,2   | 48,0  | 38,4   | 89,0 | 6,6     | 11,5    | 1,7    | 0,4    | 22,3   |
| 1990-1991     | L.A. Lakers   | 79     | 79     | 37,1   | 47,7  | 32,0   | 90,6 | 7,0     | 12,5    | 1,3    | 0,2    | 19,4   |
| 1995-1996     | L.A. Lakers   | 32     | 9      | 29,9   | 46,6  | 37,9   | 85,6 | 5,7     | 6,9     | 0,8    | 0,4    | 14,6   |
| Carrière      | Carrière      | 906    | 870    | 36,7   | 52,0  | 30,3   | 84,8 | 7,2     | 11,2    | 1,9    | 0,4    | 19,5   |
| All-Star Game | All-Star Game | 11     | 10     | 30,1   | 48,9  | 47,6   | 90,5 | 5,2     | 11,5    | 1,9    | 0,6    | 16,0   |

#### Playoffs
Légende :
| Titre MVP des finales NBA |

| Saison   | Équipe      | Matchs | Titul. | Min./m | % Tir | % 3pts | % LF | Rbds/m. | Pass/m. | Int/m. | Ctr/m. | Pts/m. |
| -------- | ----------- | ------ | ------ | ------ | ----- | ------ | ---- | ------- | ------- | ------ | ------ | ------ |
| 1980     | L.A. Lakers | 16     | 16     | 41,1   | 51,8  | 25,0   | 80,2 | 10,5    | 9,4     | 3,1    | 0,4    | 18,3   |
| 1981     | L.A. Lakers | 3      | 3      | 42,3   | 38,8  | 0,0    | 65,0 | 13,7    | 7,0     | 2,7    | 1,0    | 17,0   |
| 1982     | L.A. Lakers | 14     | 14     | 40,1   | 52,9  | 0,0    | 82,8 | 11,3    | 9,3     | 2,9    | 0,2    | 17,4   |
| 1983     | L.A. Lakers | 15     | 15     | 42,9   | 48,5  | 0,0    | 84,0 | 8,5     | 12,8    | 2,3    | 0,8    | 17,9   |
| 1984     | L.A. Lakers | 21     | 21     | 39,9   | 55,1  | 0,0    | 80,0 | 6,6     | 13,5    | 2,0    | 1,0    | 18,2   |
| 1985     | L.A. Lakers | 19     | 19     | 36,2   | 51,3  | 14,3   | 84,7 | 7,1     | 15,2    | 1,7    | 0,2    | 17,5   |
| 1986     | L.A. Lakers | 14     | 14     | 38,6   | 53,7  | 00,0   | 76,6 | 7,1     | 15,1    | 1,9    | 0,1    | 21,6   |
| 1987     | L.A. Lakers | 18     | 18     | 37,0   | 53,9  | 20,0   | 83,1 | 7,7     | 12,2    | 1,7    | 0,4    | 21,8   |
| 1988     | L.A. Lakers | 24     | 24     | 40,2   | 51,4  | 50,0   | 85,2 | 5,4     | 12,6    | 1,4    | 0,2    | 19,9   |
| 1989     | L.A. Lakers | 14     | 14     | 37,0   | 48,9  | 28,6   | 90,7 | 5,9     | 11,8    | 1,9    | 0,2    | 18,4   |
| 1990     | L.A. Lakers | 9      | 9      | 41,8   | 49,0  | 20,0   | 88,6 | 6,3     | 12,8    | 1,2    | 0,1    | 25,2   |
| 1991     | L.A. Lakers | 19     | 19     | 43,3   | 44,0  | 29,6   | 88,2 | 8,1     | 12,6    | 1,2    | 0,0    | 21,8   |
| 1996     | L.A. Lakers | 4      | 0      | 33,8   | 38,5  | 33,3   | 84,8 | 8,5     | 6,5     | 0,0    | 0,0    | 15,3   |
| Carrière | Carrière    | 190    | 186    | 39,7   | 50,6  | 24,1   | 83,8 | 7,7     | 12,3    | 1,9    | 0,3    | 19,5   |

## Pour approfondir
: document utilisé comme source pour la rédaction de cet article.

### Ses œuvres
- (en) Earvin Magic Johnson, 32 Ways to be a Champion in Business, Crown Business, 2009, 320 p. (ISBN 978-0-307-46189-6)
- (en) Earvin Magic Johnson et William Novak, My Life, Random House, 2012, 400 p. (ISBN 978-1-4481-3512-7, lire en ligne)
- (en) Larry Bird, Magic Johnson et Jackie MacMullan, When the Game Was Ours, Houghton Mifflin Harcourt, 2009, 352 p. (ISBN 978-0-547-41681-6, lire en ligne), p. 352